# Chester (Virgínia de l'Oest)
Chester és una població dels Estats Units a l'estat de Virgínia de l'Oest. Segons el cens del 2000 tenia 2.592 habitants.

## Demografia
Segons el cens del 2000, Chester tenia 2.592 habitants, 1.160 habitatges, i 725 famílies. La densitat de població era de 1.042,5 habitants per km².
Dels 1.160 habitatges en un 25,8% hi vivien nens de menys de 18 anys, en un 46,4% hi vivien parelles casades, en un 11,5% dones solteres, i en un 37,5% no eren unitats familiars. En el 33,8% dels habitatges hi vivien persones soles el 16,8% de les quals corresponia a persones de 65 anys o més que vivien soles. El nombre mitjà de persones vivint en cada habitatge era de 2,23 i el nombre mitjà de persones que vivien en cada família era de 2,85.
Per edats la població es repartia de la següent manera: un 22% tenia menys de 18 anys, un 8% entre 18 i 24, un 27,2% entre 25 i 44, un 23,1% de 45 a 60 i un 19,8% 65 anys o més.
L'edat mediana era de 40 anys. Per cada 100 dones de 18 o més anys hi havia 87 homes.
La renda mediana per habitatge era de 28.550 $ i la renda mediana per família de 37.672 $. Els homes tenien una renda mediana de 30.625 $ mentre que les dones 18.724 $. La renda per capita de la població era de 17.137 $. Entorn del 8,1% de les famílies i el 10,8% de la població estaven per davall del llindar de pobresa.

## Poblacions més properes
El següent diagrama mostra les poblacions més properes.